# Rue Baron (Reims)
Pour les articles homonymes, voir Baron.
La rue Baron est une voie de la commune française de Reims, située au sein du département de la Marne, en région Grand Est.

## Situation et accès
Elle relie la rue de Cernay à la rue Laurent et appartient au quartier Cernay Jamin - Jean Jaurès - Épinettes.

## Origine du nom
Elle porte ce nom en l'honneur des avocats Louis Baron (1750-1833) et de son frère Jean-Baptiste Eustache Baron (1760-1839).

## Historique
Cette rue initialement dénommée « rue des Gaulois » porte sa dénomination actuelle depuis 1903.